# BRITA-Arena
 (août 2024).
La BRITA-Arena est un stade allemand de football situé à Wiesbaden dans le Land de Hesse en Allemagne.
C'est le domicile du SV Wehen Wiesbaden, club évoluant en Bundesliga 2. La BRITA-Arena a une capacité de 15 295 places.
Son nom actuel provient d'un sponsoring de la marque allemande Brita.